# Domenico Ronzani
Domenico Ronzani (Trieste, 1804 – New York, 1868) è stato un ballerino, coreografo, compositore e impresario teatrale italiano.

## Biografia
Come ballerino fu molto attivo nei teatri del Nord Italia, in particolare alla Scala di Milano, dove debuttò in Esmeralda (balletto su musiche di Cesare Pugni con coreografie di Jules Perrot), e al Teatro Regio di Torino.  Collaborò per lungo tempo con Fanny Elssler.
Dal 1849, quando curò un allestimento della Giselle di Adam, si dedicò anche alla coreografia.
In seguito tentò la fortuna anche come compositore e impresario teatrale ma non ebbe successo e si trasferì in America.

## Composizioni
- La zingara, azione ballabile romantica, Teatro Comunale di Bologna, 2 ottobre 1845[3]
- La rivolta delle donne nel serraglio, ballo, Teatro Comunale di Bologna, 22 ottobre 1845[4]
- Zelia ossia Il velo magico, ballo in tre atti, Teatro la Fenice di Venezia, 2 marzo 1850[5]
- Salvator Rosa o Il carnevale di Roma, azione mimica danzante in 5 parti, Teatro Regio di Torino, 25 dicembre 1854 diretta da Eugenio Cavallini[6]
- L'alchimista (Faust), gran ballo fantastico in 7 quadri, Teatro Regio di Torino , 25 dicembre 1855[7]
- Ugolino della Gherardesca (Il conte Ugolino), ballo tragico in 6 atti, Teatro Regio di Torino, 14 gennaio 1856[8]